# Barringtonia scortechinii
Barringtonia scortechinii là một loài thực vật có hoa trong họ Lecythidaceae. Loài này được King mô tả khoa học đầu tiên năm 1901.